# Забрезниця
Забрезниця (словен. Zabreznica) — поселення в общині Жировниця, Горенський регіон, Словенія. Висота над рівнем моря: 547,2 м.